# Bronson Pinchot
Bronson Alcott Pinchot (Nova Iorque, 20 de Maio de 1959) é um ator americano. Já participou de diversos filmes, tendo mais notoriedade pelos seus papéis em Negócio Arriscado e em 3 dos 4 filmes de Um Tira da Pesada. Também é conhecido pelo seus papéis em seriados como Primo Cruzado e Step by Step.
Atualmente, Pinchot está envolvido em projetos de arquitetura e restauração que podem ser vistos no programa do canal DIY , The Bronson Pinchot Project.
Ele também é um requisitado narrador de audiolivros.

## Fimografia
- Risky Business (1983)
- Beverly Hills Cop (1984)
- The Flamingo Kid (1984)
- After Hours (1985)
- Sara (1985) (Série de TV)
- Perfect Strangers (1986-1993) (Série de TV)
- Second Sight (1989)
- Jury Duty:The Comedy (aka The Great American Sex Scandal) (TV) (1990)
- Blame It on the Bellboy (1992)
- True Romance (1993)
- The Trouble with Larry (1993) (Série de TV)
- Beverly Hills Cop III (1994)
- The Langoliers (1995) (TV)
- Courage Under Fire (1996)
- The First Wives Club (1996)
- It's My Party (1996)
- Step by Step (1996-1997) (Série de TV)
- Slappy and the Stinkers (1998)
- Quest for Camelot (1998) (Voz)
- Beach Movie (aka Boardheads) (1998)
- The All-New Adventures of Laurel and Hardy: For Love or Mummy (1999)
- Out of the Cold (1999)
- Putting It Together (2000)
- All Grown Up! (2003)
- Second Best (2004)
- Diamond Zero (aka IceMaker, video title) (2005)
- The Wager (2007)
- Mr. Art Critic (2007)
- The Young and the Restless (2008) (Série de TV)
- From a Place of Darkness (2008)
- You and I (2008)
- The Tale of Despereaux (2008)
- Hooking Up (2009)
- Um tira da pesada 4 ( 2024 )